# Class 9000
Pour les articles homonymes, voir Class.
Les Class 9000 sont une série de locomotives électriques du constructeur ferroviaire britannique Brush Traction (filiale de l'américain Wabtec) et du suédo-suisse ABB, conçues spécialement pour tracter les navettes d'Eurotunnel sous la Manche.

## Parc en circulation
| Série     | Années de construction | Puissance | Remarque                                         |
| --------- | ---------------------- | --------- | ------------------------------------------------ |
| 9001-9038 | 1992–1994              | 5.6 MW    | 9030 retirée du service à la suite d'un incendie |
| 9040      | 1998                   | 5.6 MW    | Construite pour remplacer la locomotive 9030     |
| 9101-9113 | 1998–2001              | 5.6 MW    |                                                  |
| 9701-9707 | 2001–2002              | 7 MW      |                                                  |